# Dhimitraq Pecani
Dhimitraq Pecani, znany też jako Dhimiter Pecani (ur. 3 lutego 1945 w Korczy) – albański aktor i reżyser.

## Życiorys
W 1966 ukończył studia w Instytucie Sztuk w Tiranie, na wydziale dramatu. W tym samym roku rozpoczął pracę w Teatrze Ludowym (Teatri Popullor). Grał w nim główne role w najbardziej znanych dramatach albańskich, m.in. rolę Nazima w „Towarzyszach” i Ndou w „Dziewczynie z gór”. Znany był także jako reżyser. Pod jego kierunkiem w Teatrze Ludowym wystawiano repertuar szekspirowski, m.in. „Romea i Julię”. W latach 1970–1985 reżyserował programy dla albańskiej telewizji. W roku 1997 wyemigrował do Francji, gdzie mieszka do dziś. Sporadycznie przyjeżdża do kraju ojczystego, gdzie w 2003 wystąpił w sztuce Spiro Çomory „Karnawał w Korczy” wystawianej przez sceną narodową.
W filmie fabularnym zadebiutował w roku 1959. W swojej karierze zagrał osiem ról filmowych. Przez władze Albanii został uhonorowany tytułem Zasłużonego Artysty (Artist i Merituar).

## Role filmowe
- 1959: Furtuna (Burza)
- 1961: Debatik jako Agim
- 1965: Vitet te para
- 1966: Oshëtime në bregdet (Szum morza) jako Petrit
- 1969: Perse bie kjo daule (Dlaczego dudnią bębny) jako Rudi
- 1969: Njesit gueril (Oddział partyzancki)
- 1978: I treti jako syn Sokrata
- 1979: Ne vinim nga lufta (Zakończyliśmy wojnę) jako Arif